# Miguel Odriozola Pietas
Miguel Odriozola Pietas (Vitoria; 10 de diciembre de 1903-Madrid; 28 de noviembre de 1974) fue un científico y educador español, especializado en genética animal y zootecnia, catedrático esa asignatura en la Escuela Técnica Superior de Ingenieros Agrónomos (Universidad Politécnica de Madrid),

## Biografía
Hijo de Victoriano de Odriozola Egaña y de Mercedes Pietas Martínez de Zuazo. El padre había sido director de la Granja Modelo de Arkaute e introductor del cultivo de la remolacha azucarera en Álava, además de desempeñar durante algunos años la presidencia de la Diputación Foral de Álava.
Miguel Odriozola inicia su trabajo profesional en Galicia, comunidad con la que mantuvo una relación permanente por su vinculación al sector agropecuario del territorio. En 1929, nada más terminar la carrera de ingeniería agrícola en Madrid, se incorpora como becario a la Misión Biológica de Galicia, en un momento de expansión de esta institución tras el traslado de su sede desde Santiago de Compostela a la definitiva de Salcedo (San Martiño) en Pontevedra. Desde 1933 estuvo adscrito como ingeniero agregado a la Granja Agrícola de La Coruña, pero el director del recientemente creado Instituto de Investigaciones Agrarias, del que dependía esta, le permitió continuar desarrollando su trabajo en la Misión junto a su maestro Cruz Gallástegui Unamuno. Tras la guerra civil española fue elegido procurador en Cortes por el tercio sindical en las elecciones del 16 de marzo de 1943, cargo en que permaneció hasta 1946, en representación de los técnicos del Sindicato Nacional de Ganadería.
Enmarcadas sus investigaciones en los proyectos de Gallástegui, de quien recibe la primera formación como genetista, el director de la Misión lo envió en 1929 a Gran Bretaña para completar su aprendizaje y con el fin de iniciar nuevas líneas de investigación y actualizar algunas de las ya desarrolladas en la Misión. Fue alumno visitante de la Escuela de Agricultura de Cambridge, el Instituto de Genética Animal de Edimburgo y, sobre todo, el Instituto de Investigación Rowett de Aberdeen. En la década siguiente disfrutó de una bolsa de la Junta para Ampliación de Estudios para completar su formación en genética animal en Alemania.
Durante su estancia en Gran Bretaña, fue encargado por Gallástegui de la organización de una piara experimental de cerdos «Large-White» en la Misión Biológica de Galicia. Este proyecto, que era en sus características uno de los primeros llevados a cabo en Europa, perseguía la obtención de ejemplares seleccionados con los que renovar la raza porcina del país, en el esquema del riguroso proceso de mejora genética diseñado por Gallástegui y desarrollado por Odriozola. Con tal fin se encargó de elegir y adquirir en Gran Bretaña los ejemplares puros de esta raza que debían constituir el núcleo original de la piara de la Misión, y a él le correspondió la responsabilidad última de esta mejora. Mediante la utilización de reproductores Large-White se estableció un cruce absorbente con la raza autóctona, seguido de una selección genealógica, que al cabo de varias décadas derivó en un ganado porcino gallego sustancialmente perfeccionado. Por otra parte, en su condición de piara cerrada, constituyó una experiencia mundial casi excepcional que revalidó internacionalmente el papel de la Misión. Para 1959 estaba considerada como la segunda más antigua del mundo (sólo era anterior la de la raza Poland en Iowa-USA) y llevaba producidos y controlados más de 10 000 ejemplares.
Después de la guerra civil española, en 1944 estableció la piara ibérica de "El Dehesón del Encinar" en Oropesa (Toledo) con ejemplares de soleras muy distintas con el fin de representar la gran dispersión de tipos de cerdos ibéricos que entonces existían. Dos de estas soleras eran retintas portuguesas (Ervideira de Évora y Caldeira de Elvas) y las otras dos negras lampiñas extremeñas (Campanario y Puebla). Desde su fundación la piara ha mantenido el aislamiento reproductor y no se ha interrumpido su aplicación a la investigación del cerdo ibérico.
Sus trabajos sobre la raza Large-White tuvieron eco internacional importante y los primeros resultados obtenidos en la granja pontevedresa se publicaron como primicia en Inglaterra en 1938. Además del porcino, sus investigaciones abarcaron también el ganado equino y, sobre todo, el vacuno, en relación con los programas de especialización lechera desarrollados por la Misión Biológica de Galicia antes de 1936 y con los del Plan Agrícola de Galicia desde los años cuarenta. Su compromiso con la Misión y sus programas de mejora genética porcina se mantienen hasta su fallecimiento, a pesar de los cambios de residencia.
Desde fines de los años cuarenta ejerció su profesión fuera de Galicia. En 1947 fue nombrado director del Centro de Investigación Agraria del Alto Ebro, dependiente del Instituto Nacional de Investigación y Tecnología Agraria y Alimentación. En 1961, después de casi 30 años, volvió a salir al extranjero para visitar los centros de genética animal de Londres, Liverpool, así como los de Cambridge y Edimburgo, que ya había conocido, en los años treinta. En 1966 ganó la cátedra de Zootecnia de la Escuela Técnica Superior de Ingenieros Agrónomos (Universidad Politécnica de Madrid), donde consiguió establer una duradera escuela de genética. A pesar de la distancia y del tiempo, mantuvo la dirección técnica de la piara experimental de la Misión, incluso después de su jubilación en 1973. Entre sus discípulos se encuentra Carlos Castrodeza, a quien le dirigió su tesis sobre la especialización animal.
Fue elegido miembro de honor del I Congreso Mundial de Genética Aplicada a la Producción Ganadera, realizado en Madrid en 1974, en el que además pronunció la conferencia inaugural. Al final de su carrera se le concedió la Gran Cruz de la Orden del Mérito Agrícola y la Gran Cruz de la Orden de Alfonso X el Sabio. En 2004, el laboratorio y oficinas de la Misión Biológica de Galicia, reformado por Mauro Lomba, recibieron su nombre.

## Obras
- ODRIOZOLA PIETAS, Miguel (1938): Male and Female Families and Tribes of The British Large White Breed. Londres. National Pig Breeder's Association.
- ODRIOZOLA PIETAS, Miguel (1942): Maíz, cebada y arroz en la ceba de cerdos, 2.ª ed. Madrid: Ministerio de Agricultura.
- ODRIOZOLA PIETAS, Miguel (1945-46): Estudios sobre el cebadero de Porriño I y II, Madrid: Instituto Nacional de Investigaciones Agronómicas.
- ODRIOZOLA PIETAS, Miguel (1945): Alrededor de una piara cerrada, Madrid: Instituto Nacional de Investigaciones Agronómicas.
- ODRIOZOLA PIETAS, Miguel (1946): El cerdo victoriano y otros grupos nacionales, Madrid: Instituto Nacional de Investigaciones Agronómicas, Misión Biológica de Galicia.
- ODRIOZOLA PIETAS, Miguel (1951): A los colores de él caballo. Guía entre la variedad de ellos y pesquisa de cómo si originan, 3.ª edición, 1992., Centro de Publicaciones. ISBN 84-7479-941-4
- ODRIOZOLA PIETAS, Miguel (1955): Guión selectivo del ganado vacuno en España, Madrid: C. Casado.
- ODRIOZOLA PIETAS, Miguel (1962): Navegación del par alelomórfico, Revista de Economía de Galicia (Homenaje a Gallástegui), en º 25-30, p. 30-45
- ODRIOZOLA PIETAS, Miguel (1976): Investigación sobre los datos acumulados en las piaras experimentales, Madrid: Instituto Nacional de Reforma y Des arrollo Agrario; Misión Biológica de Galicia; Fundación Juan March.